# علم بولنيزيا الفرنسية
اعتمد علم بولينيزيا الفرنسية في عام 1984. يجب أن يعرض علم بولينيزيا الفرنسية مع فرنسا مع أعلام جزر الأرخبيل. يجب أن يوضع العلم البولينيزي الفرنسي على يسار العلم الفرنسي وتعرض أعلام الأرخبيل على يمينه.

## الوصف
يتكون علم بولينيزيا الفرنسية من شريطان أفقيان أحمران يتوسطهما شريط أبيض عريض بنسبة 1:2:1. في قلب العلم توجد دائرة داخلها موجة زرقاء وبيضاء في النصف السفلي تمثل البحر وأشعة ذهبية بيضاء في النصف العلوي يمثل الشمس. يوجد زورق بولينيزي في الأمواج فيه خمسة أشخاص، يمثلون مجموعات الجزر الخمس.

## أعلام مجموعات الجزر
- Flag of the Austral Islands
- Flag of the Gambier Islands
- Flag of the Marquesas Islands
- علم جزر ليوارد
- علم جزر ليوارد الرياضي
- علم جزر تواموتو

### أعلام جزر المجتمع

#### جزر ليوارد
- علم بورا بورا
- علم راياتيا
- علم هواهاين

#### جزر ويندوارد
- علم تاهيتي
- علم Moorea-Maiao

### أعلام جزر تواموتو
- علم Hao
- علم Makatea
- علم Reao بيكاروها

### أعلام جزر أوسترال
- علم رابا إيتي  [لغات أخرى]‏
- علم ريماتارا  [لغات أخرى]‏
- علم روروتو  [لغات أخرى]‏
- علم توبواي  [لغات أخرى]‏
- علم رايفافاي  [لغات أخرى]‏